# Nargis Nehan
Nargis Nehan (Kabul, Afganistán,1981) es una expolítica afgana que trabajó como Ministra interina de Minas, Petróleo e Industrias. Fue la primera mujer en ser miembro de la dirección del banco central de Afganistán.

## Biografía
Como muchas afganas de su generación, Nehan se vio obligada a huir con su familia de Afganistán con 12 años durante la guerra civil afgana (1992-1996). Creció entre los millones de refugiados afganos que se establecieron en Pakistán a partir de la ocupación soviética de su país durante la década de 1980.
Cuando se dio cuenta de que su familia no podía permitirse pagar su educación, empezó a trabajar con ONG locales para refugiados afganos a fin de poder escolarizarse. Terminó un máster en Gestión Empresarial  y  ha recibido formación internacional  en las áreas de liderazgo, presupuestación basada en resultados, presupuestación de género, planificación estratégica, buena gobernanza, construcción de la paz y resolución de conflictos. Trabajaba para el Consejo Noruego para los Refugiados (NRC) cuando tuvo la oportunidad de volver a Afganistán tras la caída de los talibanes.
En 2001 trabajó en el Consejo Noruego para Refugiados (NRC) y tras el derrocamiento del régimen talibán de Afganistán la organización de ayuda noruega le asignó que regresara a Kabul para establecer allí su oficina. Nehan lo hizo y posteriormente abandonó la organización para trabajar con la Autoridad de Coordinación de la Asistencia del nuevo gobierno. Ocupó una serie de cargos en la Administración Provisional afgana desde entonces, fue directora general del Departamento del Tesoro en el Ministerio de Finanzas, Vicecanciller de administración y finanzas en la Universidad de Kabul y también ocupó altos cargos de asesoría administrativa para los ministros de educación y de educación superior. También gestionó reformas en el Departamento del Tesoro en el Ministerio de Finanzas y participó en el desarrollo de un plan estratégico de cinco años financiado por el Banco Mundial para el Ministerio de Educación.
En 2017 fue nombrada Ministra interina de Minas, Petróleo e Industrias siendo la segunda ministra interina en este cargo desde la renuncia de Daud Shah Saba en 2016. En agosto de 2021 después de que los talibanes obtuvieron el control de Kabul, Nehan se trasladó a Noruega.

## Activismo
Nehan es la fundadora de Equality for Peace and Democracy, una organización cuya misión es empoderar a mujeres y jóvenes. El objetivo es que se conviertan en tomadoras de decisiones activas, eligiendo a sus líderes y representantes mediante votaciones y monitoreando el desempeño de las instituciones. Asimismo intenta hacerlas responsables de las políticas públicas y los recursos convirtiéndose en agentes de cambio en sus comunidades y vidas diarias. Es miembro del Grupo de Trabajo Conjunto de la Sociedad Civil (CS-JWG), la Coalición Afgana para la Transparencia y la Responsabilidad (ACTA) y el Consejo Supremo del Banco Da Afganistán, el banco central del país.

## Publicaciones
En 2007, fue coautora de un libro junto con Ashraf Ghani Ahmadzai, titulado The Budget as a Linchpin of the State: Lessons from Afganistán. 